# Rutpela maculata
Rutpela maculata је врста инсекта из реда тврдокрилаца (Coleoptera) и породице стрижибуба (Cerambycidae). Сврстана је у подпородицу Lepturinae.

## Распрострањеност и станиште
Честа врста на читавој територији Европе, насељава и Малу Азију, Кавказ и Иран. У Србији се среће готово на свим надморским висинама, све од низијских предела па до скоро 2000 метара надморске висине. Адулти се најчешће срећу уз ивице шума и дуж живица, док се ларве налазе најчешће у листопадним шумама.

## Опис
Глава и пронотум су црни, а покрилца жута са црним врховима и различитим црним шарама и попречним пругама. Антене су такође шарене, од трећег до једанаестог чланка се смењују жута и црна поља.  Оваква обојеност представља донекле имитацију обојености оса и претпоставља се да се на тај начин штите од предатора, пре свега птица. Дужина тела креће се у опсегу од 13 до 20 mm.

## Биологија
Адулти се срећу од маја до августа и хране се нектаром и поленом различитих врста биљака, врло често се срећу на цветовима биљака из породице Apiaceae. Ларве се развијају унутар стабала различитих листопадних дрвећа (буква, храст, граб, бреза, итд.) али могу се развијати и на четинарима. Комплетан животни циклус траје од 2 до 3 године.

## Галерија
- одрасла јединка
- парење
- одрасла јединка

## Синоними
- Leptura maculata Poda, 1761
- Strangalia maculata (Poda, 1761)
- Leptura armata Herbst in Füssli, 1784
- Cerambyx fasciatus Scopoli, 1763
- Stenocorus belga major Voet, 1806
- Leptura quinquemaculata Gmelin, 1790
- Leptura rubea Geoffroy, 1785